# Friendly Fires
I Friendly Fires sono un gruppo musicale inglese di St Albans, Hertfordshire. Attualmente sono sotto contratto con la XL Recordings. Il loro album di debutto, Friendly Fires è stato pubblicato il 1º settembre 2008.

## Storia
I Friendly Fires si incontrarono alla St Albans School. A 14 anni formarono la loro prima band, una band post-hardcore chiamata First Day Back band in attività fino a quando iniziarono l'università. A quei tempi il cantante Ed Macfarlane pubblicò la sua musica a suo nome con l'etichetta di musica elettronica Skam Records, e la Precinct Recordings. In seguito formarono una nuova band ispirata alla musica dance, "Lush Shoegaze Melodies". Il nome Friendly Fires si deve alla traccia di apertura dell'LP dei Section 25 chiamato Always Now. La band considera l'etichetta tedesca techno Kompakt, Carl Craig e Prince come le loro più grandi influenze musicali. È del 2008 il loro primo album, Friendly Fires.

## Discografia

### Album
- Friendly Fires (2008)
- Pala (2011)
- Inflorescent (2019)

### Singoli
- "On Board" (2007)
- "Paris" (2007)
- "Jump In The Pool" (2008)
- "Skeleton Boy" (2009)
- "Kiss Of Life" (2009)

### EP
- "Photobooth" (2006)
- "Cross The Line EP" (2007)
- "The Remix EP" (2007)